# بعل فراصيم
بعل فراصيم (يعني: رب الاقتحام بالعبرية) كان مكانًا في إسرائيل القديمة. كان هذا مشهد انتصار داود على الفلستين (2 صموئيل 5: 20؛ 1 أخبار الأيام 14: 11). ويسمى جبل فراصيم في إشعياء 28:21. وكان بالقرب من وادي الرفائيين غربي القدس.